# Хобити
Хобити су измишљени народ, ниског раста, насељени у просторима Средње Земље у Толкиновом универзуму. 
Хобити се деле на три рода:
- Стури - хобити који живе уз реке
- Харфути - хобити из Хобитона, најмногобројнији и најнижи хобити
- Фалохиде - хобити који су некад живели са  вилењацима, светли и високи, становници Брендивајна

Први хобит који је постао славан је био Билбо Багинс, који је пронашао Јединствени прстен и помагао да се убије змај Шмауг.